# Relaciones entre Chile-Panamá
Las relaciones Chile-Panamá son las relaciones internacionales entre la República de Chile y la República de Panamá.  Ambos países mantienen cordiales y estrechos vínculos basados en la hermandad hispanoamericana, en un marco de mutuo entendimiento y cooperación, existiendo coincidencias en materias propias de la política exterior en el ámbito regional y global. Panamá es el principal destino de inversión chilena en Centroamérica, acumulando 813 millones de dólares entre 1990 y 2005.

## Historia
Desde hace siglos, estos dos países comparten vínculos históricos y culturales al haber formado parte del Imperio español, pero fueron administrados de manera separada: La Capitanía General de Chile y la Real Audiencia de Panamá. Los primeros contactos entre ambos países, una vez establecidos como repúblicas soberanas, fueron a nivel consular, teniéndose registro de que en 1868 se desempeñó como cónsul en Panamá el diplomático chileno Agustín Vidal. Durante la Guerra del Pacífico, Chile reclamó al Estado Soberano de Panamá (en ese entonces parte de la Estados Unidos de Colombia) por el apoyo prestado a la causa peruana por autorizar el embarco de armamento y pertrechos militares provenientes de Europa, Estados Unidos y Costa Rica.
En octubre de 2006, ambos países firmaron en Temuco un acuerdo de cooperación institucional para la cooperación en el ámbito de la investigación, innovación y creación de nuevas tecnologías. En 2018, el gobierno chileno expresó su apoyo a Panamá ante la crisis diplomática que la enfrentó con el gobierno venezolano.

### Caso Bernales
Durante una visita oficial que realizaba el General Director de Carabineros de Chile José Alejandro Bernales en Ciudad de Panamá, el helicóptero en que viajaba junto a su esposa y otras 10 personas se precipitó sobre el barrio de Calidonia, chocando contra un edificio, el jueves 29 de mayo de 2008 a las 14:13 (UTC-5). Once de los doce ocupantes fallecieron, incluyendo a Bernales, su esposa Teresa Bianchini, los comandantes Óscar Tapia, además de su esposa Carolina Reyes, y Ricardo Orozco y el capitán Mauricio Fuenzalida. El impacto además provocó diversos daños en el barrio generando un incendio. La investigación del accidente se extendió por más de un año e incluyó mesas bilaterales y peritajes entre ambos países, determinándose que el helicóptero no estaba en condiciones de efectuar dicho vuelo, debido a precarias condiciones de seguridad y que quienes pilotaban la nave no contaban con los requisitos necesarios para ello, todo lo cual llevó a las familias de las víctimas a demandar al Estado Panameño por la muerte de los tripulantes, al poder haberse evitado el deceso de haberse tomado las medidas mínimas de seguridad aeronáutica. Finalmente, se llegó a un acuerdo reparatorio por parte de Panamá que ascendió a los US $6,47 millones para las familias de los 12 ocupantes de la nave.

## Relaciones económicas
El 27 de junio de 2006, Panamá y Chile firmaron un Tratado de Libre Comercio, que entró en plena vigencia el 7 de marzo de 2008, siendo el primero de su tipo suscrito entre Panamá y un país sudamericano.
En 2023, el intercambio comercial entre ambos países ascendió a los 265 millones de dólares estadounidenses, lo que supuso un -2,2% de crecimiento promedio anual en los últimos cinco años. Los principales productos exportados por Chile fueron aceites combustibles destilados, fuel oil y filetes de salmones, mientras que Panamá exportó mayoritariamente ron, perfumes y amplificadores de sonido.
En relación con el transporte marítimo, Chile y Panamá cuentan con las únicas dos vías de conexión entre los océanos Pacífico y Atlántico del continente americano: El canal de Panamá al norte, que conecta con el mar Caribe, y el estrecho de Magallanes o el paso de Drake al sur. Con respecto al transporte aéreo, la aerolínea Copa Airlines realiza vuelos diarios entre la capital chilena, Santiago, y la Ciudad de Panamá.

## Visitas oficiales

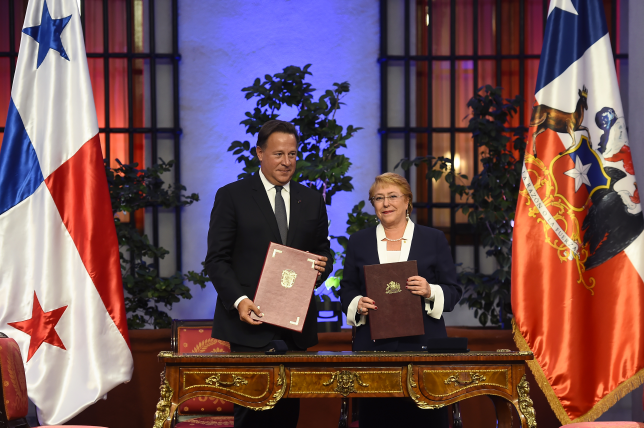
Presidente de Panamá Juan Carlos Varela junto a su par de Chile, Michelle Bachelet, en el Palacio de la Moneda en abril de 2017.

El presidente panameño Ricardo Martinelli realizó una visita oficial a Chile en octubre de 2011, donde fue recibido por el presidente Sebastián Piñera. Posteriormente, en abril de 2017, el presidente Juan Carlos Varela realizó una visita oficial a Chile, ocasión en la que firmó junto a la presidenta Michelle Bachelet un memorándum de entendimiento de cooperación en asuntos migratorios y consulares, y otro en materia agropecuaria, y donde la presidenta de Chile expresó su apoyo a Panamá para incorporarse en la Alianza del Pacífico.

## Misiones diplomáticas residentes
- Chile tiene una embajada en la Ciudad de Panamá.
- Panamá tiene una embajada en Santiago de Chile y un consulado general en Valparaíso.

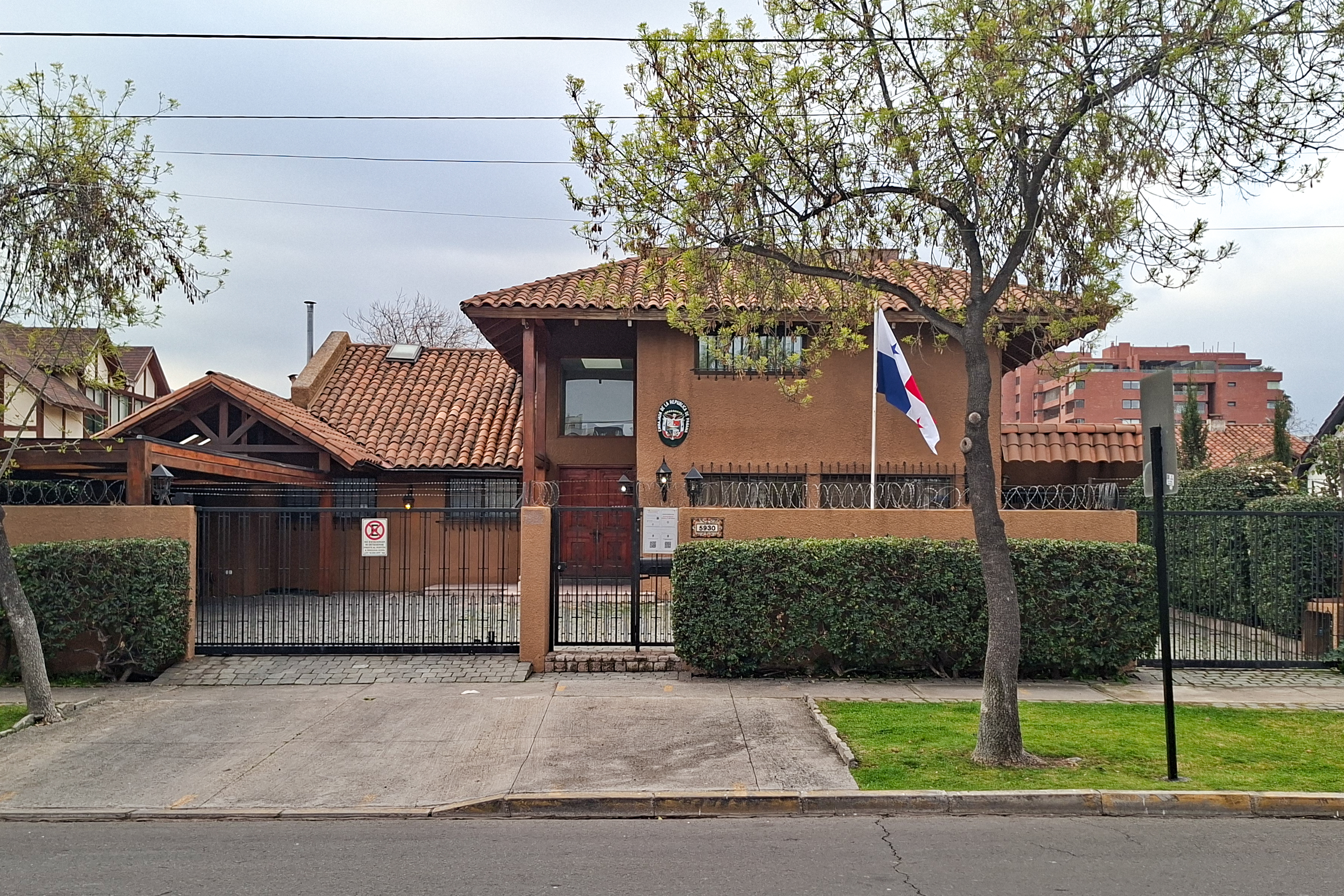
Embajada de Panamá en Santiago de Chile